# サザン・パシフィック鉄道AC-11形蒸気機関車

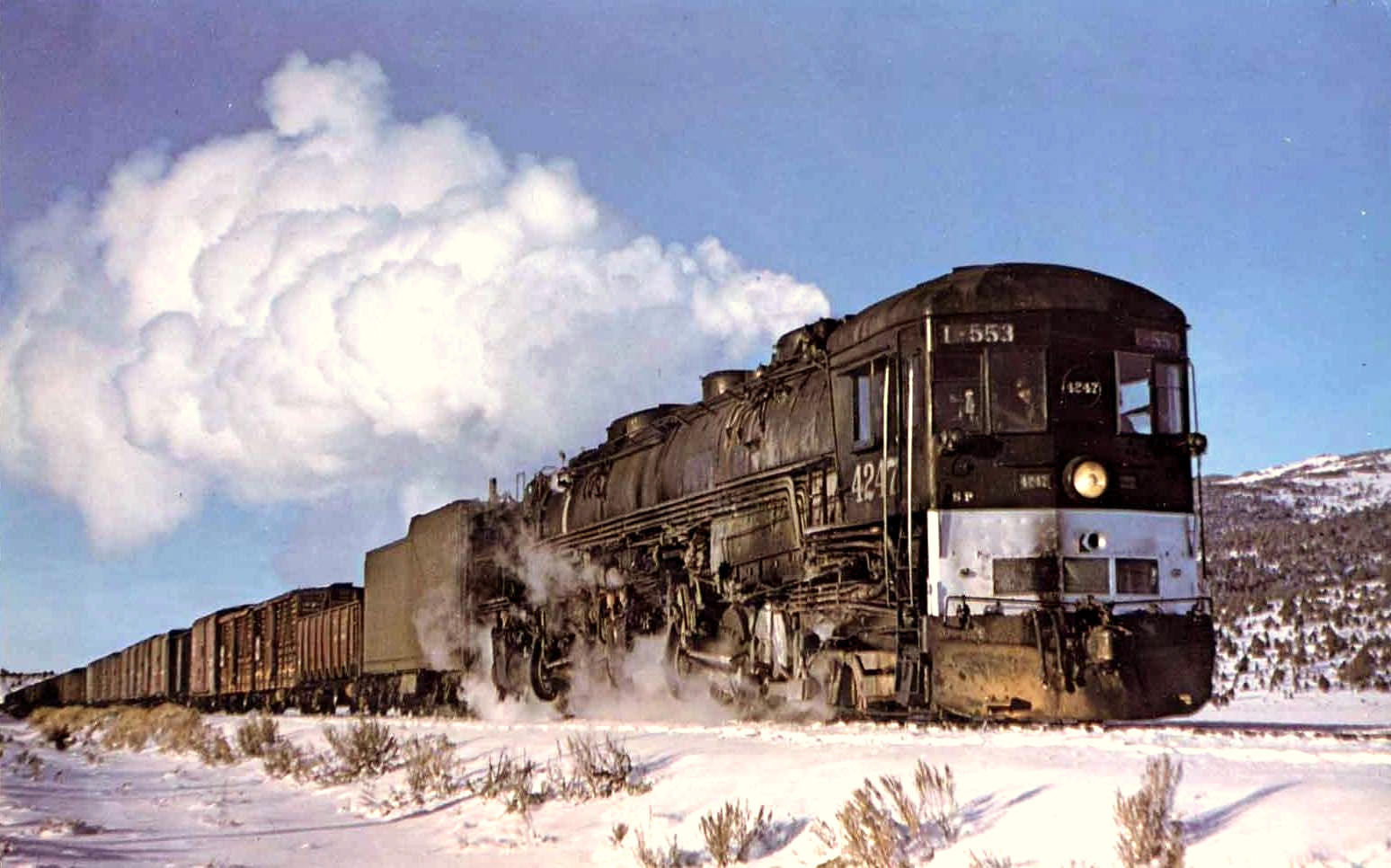

サザン・パシフィック鉄道AC-11形蒸気機関車（英語: Southern Pacific class AC-11）は、サザン・パシフィック鉄道の発注を受け、1942年にボールドウィン・ロコモティブ・ワークスが製造した車軸配置4-8-8-2のキャブフォワード型蒸気機関車である。1年前に製造されたAC-10形をベースに、1942年11月から1943年4月の間に製造された。 
最初のAC-11形である4245号は1942年11月24日に運行を開始、最後の4274号は1943年5月9日に運行した。1958年9月24日に廃止された。 

## 関連図書
- Diebert, Timothy S.; Strapac, Joseph A. (1987). Southern Pacific Company Steam Locomotive Conpendium. Shade Tree Books. ISBN 0-930742-12-5  Diebert, Timothy S.; Strapac, Joseph A. (1987). Southern Pacific Company Steam Locomotive Conpendium. Shade Tree Books. ISBN 0-930742-12-5  Diebert, Timothy S.; Strapac, Joseph A. (1987). Southern Pacific Company Steam Locomotive Conpendium. Shade Tree Books. ISBN 0-930742-12-5